# 馬凱特 (伊利諾伊州)
馬凱特（英語：Marquette）是位於美國伊利諾伊州比羅縣的一個非建制地區。該地的面積和人口皆未知。

## 地理
馬凱特的座標為41°19′51″N 89°15′45″W / 41.33083°N 89.26250°W，而該地的平均海拔高度為197米（即647英尺）。